# جرمی ملوت
جرمی ملوت (انگلیسی: Jérémy Mellot؛ زادهٔ ۲۸ مارس ۱۹۹۴) بازیکن فوتبال اهل فرانسه است که در پست مدافع بازی می‌کند.
از باشگاه‌هایی که در آن بازی کرده‌است می‌توان به باشگاه فوتبال گنگام اشاره کرد.